# Redaktor Szwędak
Redaktor Szwędak – cykl satyrycznych komiksów Ryszarda Dąbrowskiego.

## Albumy
- Sztuka wywiadu, Kultura Gniewu, Warszawa 2003. ISBN 83-908907-4-7
- Cena reportażu, Pasażer 2006.